# سلطان قلب‌ها (ترانه)
«سلطان قلب‌ها» ترانه‌ای فارسی است که با خوانندگی عارف و آهنگسازی انوشیروان روحانی و ترانه‌سرایی محمدعلی شیرازی ساخته شد و در فیلمی به همین نام محصول سال ۱۳۴۷ مورد استفاده قرار گرفت. این ترانه همچنین توسط عهدیه و بعدها توسط لیلا فروهر، پوران و احمد ظاهر نیز خوانده شده است.
این ترانه با ملودی و تنظیم انوشیروان روحانی و صدای عارف اجرا شد. محمدعلی شیرازی بر روی یک ملودی، پنج ترانهٔ متفاوت سرود که در فیلم سلطان قلب‌ها اجرا شد.
نیکا شاکرمی (دختری نوجوان از کشته‌شدگان اعتراضات سراسری ۱۴۰۱ ایران) در ویدیویی که دوستانش از او گرفتند، این آهنگ را خوانده بود.

## متن ترانه
| یه دل می‌گه برم برم            |  | یه دلم می‌گه نرم نرم      |
| طاقت نداره دلم دلم            |  | بی تو چه کنم             |
| پیش عشق ای زیبا زیبا          |  | خیلی کوچیکه دنیا دنیا    |
| با یاد توام هر جا هر جا       |  | ترکت نکنم                |
| سلطان قلبم تو هستی تو هستی    |  | دروازه‌های دلم را شکستی   |
| پیمان یاری به قلبم تو بستی    |  | با من پیوستی             |
| اکنون اگر از تو دورم به هر جا |  | بر یار دیگر نبندم دلم را |
| سرشارم از آرزو و تمنا         |  | ای یار زیبا              |
| یه دل می‌گه برم برم            |  | یه دلم می‌گه نرم نرم      |
| طاقت نداره دلم دلم            |  | بی تو چه کنم             |
| پیش عشقی زیبا زیبا            |  | خیلی کوچیکه دنیا دنیا    |
| با یاد توام                   |  | هر جا هر جا ترکت نکنم    |
| سلطان قلبم تو هستی تو هستی    |  | دروازه‌های دلم را شکستی   |
| پیمان یاری به قلبم تو بستی    |  | با من پیوستی             |
| اکنون اگر از تو دورم به هر جا |  | بر یار دیگر نبندم دلم را |
| سرشارم از آرزو و تمنا         |  | ای یار زیبا، ای یار زیبا |